# نظرية الاختلاف
نظرية الاختلاف هي نظرية نفسية تعتمد على نطاق واسع على دراسات التواصل والتفاعلات بقصد إيجاد الاختلافات الثقافية بين الرجل والمرأة.

## النظرية
تعود جذور نظرية الاختلاف إلى دراسات جون جومبيرز، الذي درس الاختلافات في التواصل بين الثقافات. تتعامل نظرية الاختلاف مع موضوع التواصل بين الجنسين، حيث غالبًا ما يتم تقديم الجنسين (الذكور والإناث) على أنهما ثقافتان منفصلتان، ومن هنا جاءت أهمية الدراسات العلمية والنفسية التي قام يها جومبيرز. في تطويرها لنظرية الاختلاف، اعتمدت ديبورا تانين على أعمال دانييل مالتز وروث بوركر، ولا سيما ورقتهما البحثية التي نشرت عام 1982، بعنوان مقاربة ثقافية لسوء التواصل بين الذكور والإناث (العنوان الأصلي: A Cultural Approach to Male-Female Miscommunication) والتي اعتمدت في حد ذاتها على أعمال جومبيرز.
تشير ماري تالبوت إلى مصطلح الثقافة الخاصة بالجندر في نقدها لنظرية الاختلاف، وقد تجسدت فكرة الفصل الثقافي بين الجنسين في كتاب جون جراي الذي نشر عام 1992 تحت عنوان الرجال من المريخ والنساء من الزهرة (العنوان الأصلي: Men Are from Mars, Women Are from Venus). غالبًا ما تتم مقارنة نظرية الاختلاف بنظريات أخرى مثل نظرية الهيمنة ونظرية العجز، وجنبًا إلى جنب مع النظرية الديناميكية الأكثر معاصرة، فإنها تشكل أربعًا من النظريات الأكثر إشارة إليها ومقارنتها على نطاق واسع في دراسة اللغة والجنس.
يُعزى سبب شعبية كتاب تانين بعنوان أنت فقط لا تفهم (العنوان الأصلي: You Just Don't Understand) وما نتج عن ذلك من انتشار لنظرية الاختلاف، إلى أسلوب عمل تانين، حيث تتبنى موقفًا محايدًا بشأن الاختلافات في الجنس من خلال عدم إصدار أحكام قيمة، وحول استخدام اللغة من قبل أي من الجنسين يعلق تالبوت بأن هذا يعني أن الكتاب يقدم تفسيرات للنزاعات المنزلية دون توجيه أصابع الاتهام بالمعنى المجازي إلى أي شخص.

## الفئات
تتلخص نظرية الاختلاف كما افترضتها تانين بشكل عام في ست فئات، كل منها تجمع بين الاستخدامات المتناقضة للغة من قبل الذكور والإناث.

### الوضعية مقابل الدعم
تقول تانين أن العالم بالنسبة للرجال هو مكان تنافسي يتم فيه استخدام المحادثة والكلام لبناء المكانة، بينما بالنسبة للنساء فإن العالم عبارة عن شبكة من الاتصالات، وأنهن يستخدمن اللغة لطلب الدعم وتقديمه في نفس الوقت، ولتوضيح ذلك تستخدم تانين مثال زوجها ومثالها، فقد كان للثنائي معا في وقت ما وظائف في مدن مختلفة، وتشير إلى أنه كلما علق أحد على هذا الأمر، كانت تفسر ذلك على أنه عرض للتعاطف أو الدعم. من ناحية أخرى، اعتبر زوجها هذه التعليقات بمثابة انتقادات ومحاولات للتحقير منه، وتشير تانين إلى أن هذا يوضح الأساليب المختلفة التي يتبعها النساء والرجال فيما يتعلق بالمكانة والدعم. علاوة على ذلك، فإن الرجال أكثر عرضة للمقاطعة لتوصيل وجهة نظرهم وبالتالي اكتساب المكانة.

### النصيحة مقابل الفهم
تبحث المرأة بحسب تانين عن الراحة والتعاطف مع مشاكلها، بينما يبحث الرجل عن حل للمشكلة.

### المعلومات مقابل المشاعر
تذكر تانين أن محادثة الرجال موجهة، أي مبنية على توصيل المعلومات، أما بالنسبة للنساء فتعد المحادثة أكثر أهمية لبناء العلاقات وتعزيز الروابط الاجتماعية.

### الأوامر مقابل المقترحات
سيستخدم الرجال الرسائل المباشرة مثل أغلق الباب، "أشعل الضوء إلى آخره عند التحدث إلى الآخرين، بينما تشجع النساء على استخدام الصيغ فائقة الأدب مثل دعونا، ول تمانع إذا إلى آخره.

### الصراع مقابل التسوية
تؤكد تانين أن معظم النساء يتجنبن الصراع في اللغة بأي ثمن، ويحاولن بدلًا من ذلك حل الخلافات دون أي مواجهة مباشرة، للحفاظ على التواصل الإيجابي والعلاقة ككل، ومن ناحية أخرى يميل الرجال أكثر إلى استخدام المواجهة كوسيلة لحل الخلافات وبالتالي التفاوض على الوضع. دعمت تانين هذا الرأي من خلال الإشارة إلى عمل والتر جيه أونج، الذي يؤكد في منشوره الصادر عام 1981 بعنوان القتال من أجل الحياة (الاسم العلمي: Fighting for Life) فن العداء المعبر عنه هو عنصر من عناصر الثقافة الذكورية أكثر من الثقافة الأنثوية. تؤكد تانين على أن كلا شكلي التواصل هما طريقتان صالحتان لخلق المشاركة وتكوين الروابط.

### الاستقلال مقابل العلاقة الحميمة
تؤكد نظرية الاختلاف أن الرجال بشكل عام يفضلون الاستقلال، في حين أن النساء أكثر عرضة للسعي وراء العلاقة الحميمة. توضح تانين ذلك بمثال الزوج الذي يتخذ قرارًا دون استشارة زوجته، وتفترض أنه يفعل ذلك لأنه لا يريد أن يشعر بفقدان الاستقلال الذي قد يأتي من قوله: "دعني أتشاور مع زوجتي أولاً". على النقيض من ذلك، تحب النساء إثبات أنه يتعين عليهن التشاور مع شريكهن، حيث يُنظر إلى ذلك على أنه دليل على حميمية العلاقة. تؤكد تانين أن النساء، اللاتي ينظرن إلى العالم كشبكة من الروابط والعلاقات، ينظرن إلى العلاقة الحميمة على أنها مفتاح لتحقيق الإجماع وتجنب مظهر التفوق، في حين أن الرجال الذين من المرجح أن ينظروا إلى العالم من حيث المكانة، يرون الاستقلال كأمر واقع. توضح تانين أيضًا أنه بينما يسعى كل من الرجال والنساء إلى الاستقلال والحميمية، يميل الرجال إلى التركيز على الأول، بينما تميل النساء إلى التركيز على الأخير.